# (5904) Württemberg
(5904) Württemberg es un asteroide perteneciente al cinturón de asteroides, región del sistema solar que se encuentra entre las órbitas de Marte y Júpiter, descubierto el 10 de enero de 1989 por Freimut Börngen desde el Observatorio Karl Schwarzschild, en Tautenburg, Alemania.

## Designación y nombre
Designado provisionalmente como 1989 AE7. Fue nombrado Württemberg en homenaje a una región en el suroeste de Alemania que incluye ambas partes de Schwarzwald, Schwäbische Alb y Alpenvorland. Tanto Johannes Kepler como Albert Einstein nacieron en esta región de Baden-Württemburg, al igual que los poetas Christoph Martin Wieland, Friedrich Schiller, Friedrich Hölderlin y Eduard Mörike. Las principales ciudades de Württemberg incluyen Stuttgart, Tübingen, Ulm y Heilbronn.

## Características orbitales
Württemberg está situado a una distancia media del Sol de 2,844 ua, pudiendo alejarse hasta 3,163 ua y acercarse hasta 2,525 ua. Su excentricidad es 0,112 y la inclinación orbital 3,055 grados. Emplea 1752,37 días en completar una órbita alrededor del Sol.

## Características físicas
La magnitud absoluta de Württemberg es 13,3. Tiene 9,794 km de diámetro y su albedo se estima en 0,106. 